# 킬링 디어
《킬링 디어》(영어: The Killing of a Sacred Deer)는 2017년 개봉한 요르고스 란티모스 감독의 스릴러 영화이다. 2017 칸 영화제 경쟁 부문 진출작이다.영화의 스토리는 에우리피데스의 연극 아울리스의 이피게네이아에서 영감을 받아 지어졌다.

## 시놉시스
"당신도, 나도 이런 순간이 올 거라는 거 알고 있었잖아요. 내 가족을 죽였으니 당신 가족도 죽는 거예요."
성공한 심장 전문의사로 승승장구하던 스티븐. 사실 그는 마틴이란 소년의 아버지를 의료사고로 죽인 적이 있다. 아슬아슬하게 교류하던 둘 사이는 마틴의 어머니가 스티븐을 유혹함으로 금이 가고 만다.
그리고 마틴은 가족에게 저주가 내려질 거라고 경고하는데...가족이 위기에 빠졌다. 스티븐은 이 난관을 어떻게 파헤칠 것인가.

## 출연진
- 콜린 패럴 - 스티븐 머피 역
- 니콜 키드먼 - 애나 머피 역
- 배리 코건 - 마틴 역
- 래피 캐시디 - 킴 머피 역
- 서니 설직 - 밥 머피 역
- 얼리샤 실버스톤 - 마틴의 어머니 역
- 빌 캠프 - 매튜 역
- 데니스 댈 베라 - 메리 윌리엄스 역